# Cataclinc
El cataclinc, de nom onomatopeic, és un instrument musical de percussió que té un so indeterminat i consisteix en un cilindret de fusta amb dos talls laterals i un mànec, que se sacseja amb la mà i produeix el so per la percussió de dues boletes del cap d'uns ferrets, fixat cadascun en un costat de l'estri. Se'n porta un a cada mà per fer més soroll, ja que emet un so molt fi i suau.
L'utilitzen les colles de caramelles per acompanyar llurs cançons i corrandes en el recorregut festiu.
El folklore europeu ha conservat uns instruments molt semblants al cataclinc català, com ara la triccaballacca napolitana, constituïda per tres martellets en ventall en una base immòbil, sobre la qual percudeixen en sacsejar-los.